# Alphonso Johnson (bassiste)
Pour les articles homonymes, voir Johnson et Alphonso Johnson.
Alphonso Johnson, né le 2 février 1951 à Philadelphie, est un bassiste et guitariste américain, qui a notamment joué avec Weather Report et le groupe Santana. Il lui arrive même parfois de chanter comme sur ses albums solo.

## Carrière
En 1970, il joue avec Catalyst, un groupe de Philadelphie qui mêle funk et jazz et présage le jazz fusion, Il est présent sur leur premier album sorti en 1971, mais il quitte par la suite pour rejoindre Weather Report où il remplace Miroslav Vitous. Il joue ainsi sur les albums Mysterious Traveller, Tale Spinnin' et Black Market. Sur celui-ci, un jeune bassiste fait sa première apparition au sein de Weather Report, Jaco Pastorius présent sur deux pièces, le batteur Chester Thompson est aussi sur cet album.
Alphonso a été l'un des premiers musiciens à présenter le Chapman Stick au public. En 1977, sa connaissance de l'instrument ainsi que son talent et sa virtuosité lui ont valu une répétition avec Genesis, qui cherchait un remplaçant pour le guitariste Steve Hackett qui venait juste de les quitter. Malgré le fait qu'il joue aussi la guitare sur ses albums solo par exemple, Alphonso a décliné l'offre du groupe et a plutôt recommandé le guitariste Daryl Stuermer, avec qui il a joué sur l'album Liberated Fantasies de George Duke en 1976. Alphonso est l'un des deux bassistes (l'autre est John Giblin) du premier album solo de Phil Collins, Face Value en 1981, il a ainsi croisé Daryl Stuermer sur ce disque.
Alphonso Johnson a également enregistré quatre albums solo entre 1976 et 2018 dans lesquels il joue du Chapman Stick, de la contrebasse et de la basse électrique ainsi que de la guitare . Son jeu extrêmement complet en a fait un musicien très en demande, tout au long des années qui ont suivi son départ de Weather Report. On le retrouva notamment avec Allan Holdsworth, Billy Cobham et George Duke en 1976, Santana de 1985 à 1990, Wayne Shorter en 1987 pour Phantom Navigator et Steve Hackett sur son album Genesis Revisited en 1996. Puis le groupe Jazz Is Dead entre 1998 et 2001 avec lesquels il a publié trois albums, le batteur Billy Cobham joue sur le premier Blue Light Rain sorti en 1998. En 2000, Alphonso a aussi rejoint le groupe The Other Ones avec d'ex-membres de Grateful Dead, Bob Weir et Mickey Hart.

## Équipement

### Basses électrique
- Lobue Custom
- Warwick Alphonso Johnson Custom Shop
- Warwick Infinity
- Vigier Arpege fretless 5 cordes
- Modulus Quantum Basses frettées et fretless 5 cordes

### Basse acoustique
- Washburn AB45

## Discographie

### Solo

#### Albums studio
- 1976 : Moonshadows
- 1976 : Yesterday's Dreams
- 1977 : Spellbound
- 2018 : Metaphors

#### Compilations
- 1980 : The Best Of Alphonso Johnson
- 2000 : The Alphonso Johnson Collection
- 2004 : Guitar & Bass
- 2015 : Moonshadows/Yesterday's Dreams /Spellbound - Coffret 2 disques comprenant ses 3 premiers albums solo.

## Comme membre d'un groupe

### Catalyst
- 1972 : Catalyst

### Weather Report
- 1974 : Mysterious Traveller
- 1975 : Tale Spinnin'
- 1976 : Black Market

### Jazz Is Dead
- 1998 : Blue Light Rain - Avec Billy Cobham
- 1999 : Laughing Water
- 2001 : Great Sky River

## Participations

### Woody Herman
- 1972 : The Raven Speaks

### Eddie Henderson
- 1975 : Sunburst

### George Duke
- 1975 : The Aura Will Prevail
- 1976 : Liberated Fantaisies
- 1993 : Three Originals - Coffret 3 Disques
- 2007 : Keyboard Giant

### The Billy Cobham / George Duke Band
- 1976 : Live On Tour In Europe

### Allan Holdsworth
- 1976 : Velvet Darkness

### Flora Purim
- 1976 : Open Your Eyes You Can Fly
- 1977 : Encounter

### Hermeto Pascoal
- 1977 : Slave Mass

### Chet Baker
- 1977 : Chet Baker

### Dee Dee Bridgewater
- 1977 : Just Family

### Raul De Souza
- 1977 : Sweet Lucy - Alphonso joue sous le nom Embamba.

### Billy Cobham, Steve Khan, Alphonso Johnson & Tom Scott
- 1978 : Alivemutherforya

### Billy Cobham
- 1978 : Inner Conflicts - Avec Pete et Sheila Escovedo

### Phil Collins
- 1981 : Face Value

### Bob Weir
- 1981 : Bobby and the Midnites
- 1984 : Where the Beat Meets the Street

### Santana
- 1985 : Beyond Appearances
- 1987 : Freedom
- 1990 : Spirits Dancing in the Flesh

### Carlos Santana
- 1987 : Blues for Salvador

### Wayne Shorter
- 1987 : Phantom Navigator

### The Meeting
- 1990 : Live On Tour In Europe

### Steve Hackett
- 1996 : Genesis Revisited

### Abraxas Pool
- 1997 : Abraxas Pool

### George Cables
- 2001 : Shared Secrets

### Various
- 2001 : A Mellow Jazz Christmas - Joue sur deux pièces avec The Bob Conti Quartet

### Carol Knauber Featuring: Dave Weckl, Alphonso Johnson, Brandon Fields, Rich Eames, Tom Brechtlein
- 2005 : 97 : 05

### Carlos Santana/Wayne Shorter
- 2007 : Live at the Montreux Jazz Festival 1988 - Enregistré le 14 Juillet 1988

### Jeff Beck
- 2008 : The Nagano Session - Avec Carlos Santana, Steve Lukather, Simon Phillips, Chester Thompson, Jan Hammer, Tom Coster, Buddy Miles, etc. - DVD

### Gregg Rolie Band
- 2009 : Rain Dance (Live)

## Site Officiel
- https://www.embamba.com/